# 桐原真奈
桐原 真奈（きりはら まな、1993年9月3日 - ）は、日本の女優で元ジュニアアイドル。
長崎県出身。スタークコーポレーション所属。
趣味は演技、ダンス、特技は動物と仲良くなれること。猫と大型インコを飼っており、鳥の良さを広める鳥アイドルを目指している。好きなアーティストはRADWIMPS。

## 略歴
2004年から2005年頃にはスマイルモンキーに所属し、演劇やミュージカルを中心に活動していた。
2006年頃からベリーベリープロダクションに所属し、ZENピクチャーズによるアクション作品や、ジュニアアイドルが出演するテレビ番組などに活動を広げる。
2009年春、長崎県に移転して長崎県立の高等学校に入学。福岡県福岡市の芸能事務所「ノーメイク」に移籍する。
2012年3月に長崎県の高等学校を卒業。4月に横浜に移転。
以前所属していたベリーベリープロダクションに再度所属するが、その後、スタークコーポレーションに移籍。

## 出演

### バラエティ
- ティンティンTOWN!（2002年、日本テレビ）
- ささぎ博士と仲間たち（2002年、サイエンスチャンネル）舞 役
- Dのゲキジョー 〜運命のジャッジ〜（2006年、フジテレビ）岩崎究香の少女時代 役
- 中居正広の金曜日のスマたちへ 倖田來未物語（2006年、TBS）
- ザ・シスターズ（2007 - 2009年、エンタ!371）

### ドラマ
- 赤川次郎原作 毒<ポイズン> 第6話（2012年、読売テレビ）女子高生 役
- 血痕 警科研・湯川愛子の鑑定ファイル4（2013年、TBS）栗本梨花 役
- ミス・パイロット 1話（2013年、フジテレビ）グランドスタッフ 役
- 怪奇恋愛作戦 第3話（2015年、テレビ東京）モンド・ブーのメンバー 役

### Vシネマ
- 女超人ソアラA SHOW -翔-（2006年、ZENピクチャーズ）主演・矢吹空 役
- 女超人ソアラA SORA -空-（2006年、ZENピクチャーズ）主演・矢吹空 役

### 舞台
- アダムの星（2003年）未来の女の子 役
- BEST☆DREAM（2004年）主人公未来の幼少時代 役
- ドラゴンファンタジー（2005年）カラス三女ワイス 役
- GANG 2005（2005年）パンジー 役
- ドラゴンファンタジー（2006年）セレブ 役
- いつか青い空の下で（2007年）クリネ 役
- ドラゴンファンタジー2（2007年）アリー 役
- マイクのある風景 SP & DX（2008年）
- マイクのある風景 グレート編（2009年）
- 福岡こどもミュージカル【ロンの花園】（2010年8月28日）ガンガ 役
- マイクのある風景 山の幸編（2011年5月3日 - 6日）
- あいすべき、不毛（2013年10月）長篠皐月 役

### 映画
- ハードロマンチッカー（2011年）辰の彼女 役

### CM
- マツモトキヨシ（2005年）
- ほっともっと（2010年 - 2011年）
- 三好不動産（2011年）